# Jaskier leżący
Jaskier leżący (Ranunculus reptans L.) – gatunek rośliny należący do rodziny jaskrowatych (Ranunculaceae). Występuje na Syberii i wschodzie Rosji, w Europie, na północy Ameryki Północnej (Kanada, północne USA). W Polsce m.in. w jeziorach lobeliowych.

## Morfologia
PokrójBylina rozłogowa o czasami lekko owłosionych pędach. Dorasta do 5–25 cm wysokości.
LiścieMają kształt od liniowego do łyżeczkowatego. Mierzą 3,5–5,5 cm długości oraz 0,5 cm szerokości. Brzegi są całobrzegie. Wierzchołek jest tępy.
KwiatySą pojedyncze. Pojawiają się na szczytach lub w kątach pędów. Mają żółtą barwę. Dorastają do 6–9 mm średnicy. Mają 5 owalnie okrągłych działek kielicha, które dorastają do 2–3 mm długości. Mają od 5 do 7 odwrotnie owalnych płatków o długości 3–5 mm.
OwoceNagie niełupki o odwrotnie jajowatym kształcie i długości 1–2 mm. Tworzą owoc zbiorowy – wieloniełupkę o kulistym kształcie i dorastającą do 2–5 mm długości.

## Biologia i ekologia
Bylina. Kwitnie od maja do lipca. Gatunek charakterystyczny klasy Littorelletea. Liczba chromosomów 2n = 32.

## Zmienność
W obrębie tego gatunku wyróżniono jedną odmianę:
- Ranunculus reptans var. flagellifolius (Nakai) Ohwi

## Zagrożenia
Roślina umieszczona na Czerwonej liście roślin i grzybów Polski (2006) w grupie gatunków narażonych na wymarcie (kategoria zagrożenia V). W wydaniu z 2016 roku otrzymała kategorię EN (zagrożony).